# PowerColor
PowerColor是撼訊科技在1997年於臺灣臺北縣（今新北市）所創立的自有品牌，在數個國家和地區都設有辦事處、研發中心或工廠，包括臺灣、中國大陸、荷蘭及美國等。美國總部位於加州沃尔纳特，負責北美和拉丁美洲市場的業務。

## 產品

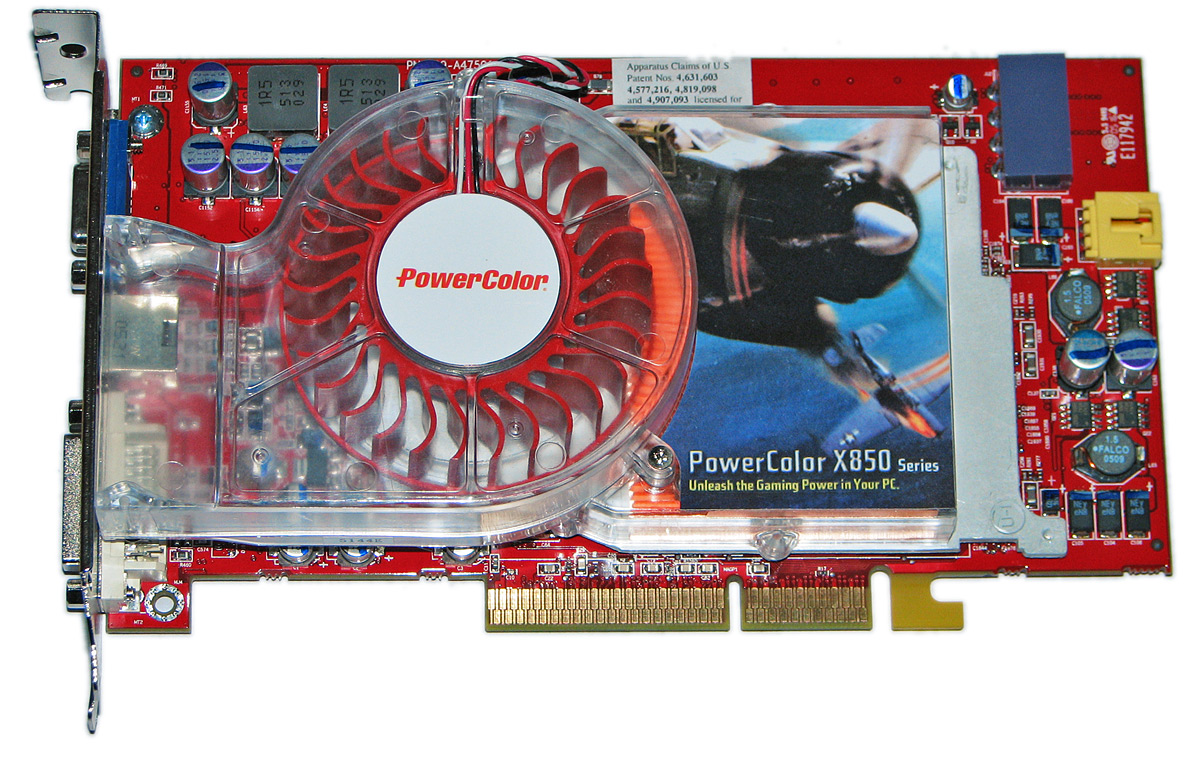
PowerColor Radeon X850XT Platinum Edition

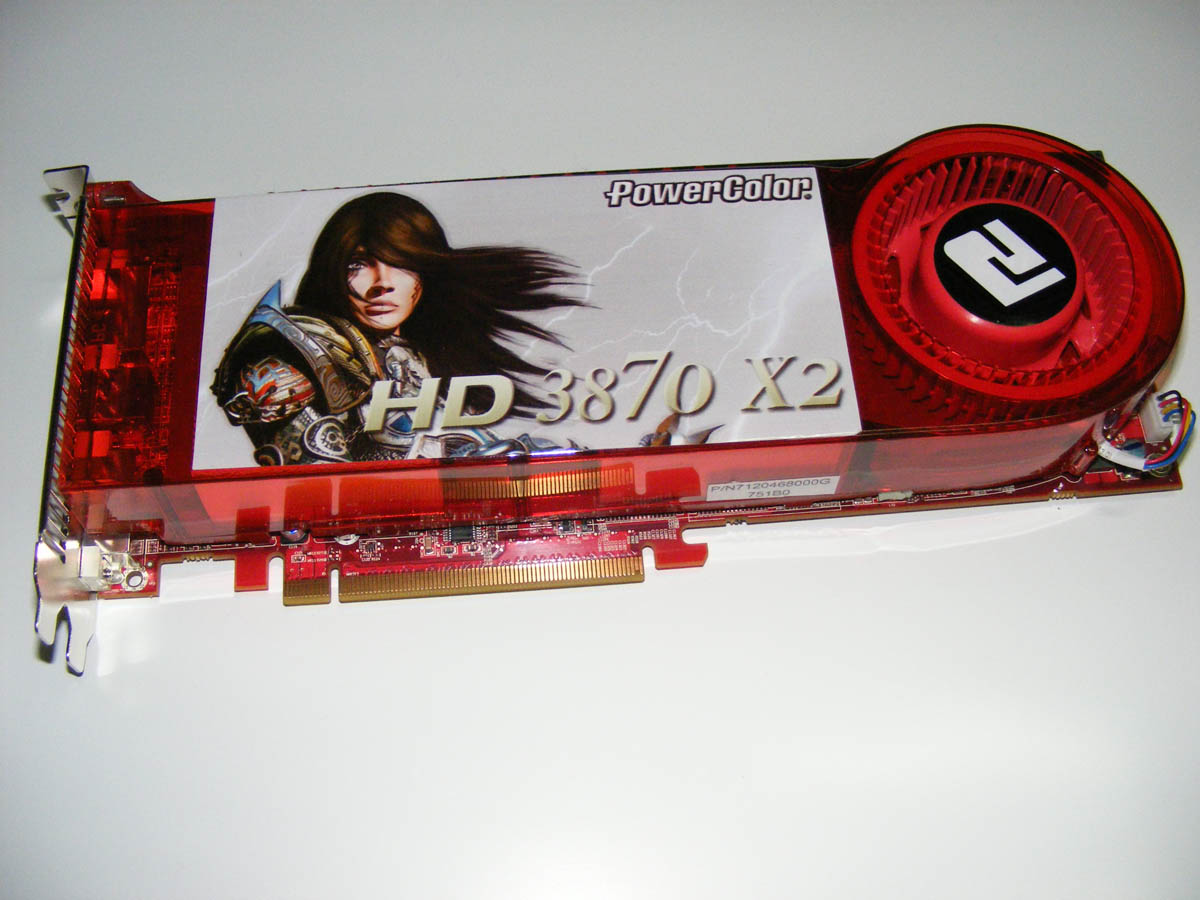
PowerColor Radeon HD 3870×2

PowerColor是ATI顯示卡的授權製造商，亦即ATI的AIB合作夥伴；ATI被AMD收購以後繼承原來的身份，現時為AMD的AIB合作廠商。2006年，PowerColor亦以「Zogis」品牌製造NVIDIA的顯示卡。當時PowerColor大部分的顯示卡實際是由富士康代工生產。
PowerColor的顯示卡產品主要使用AMD/ATI顯示核心，從入門級消費產品和低階工作站平台，到高階遊戲電腦都有產品對應。PowerColor的板卡製造業務主要由PCB供應商提供，使得PowerColor有更多的精力去研發和改進顯示卡的板卡設計，可以在AMD/ATI授權製造公版顯示卡的同時可以開發出更節能的版本，或規格和效能比公版設計更高的超頻版/高時脈版本的顯示卡，和PowerColor情況類似的AMD合作廠商還有藍寶科技。
PowerColor的產品還在個人電腦硬體業界屢獲獎項。

## 支援
PowerColor的產品一般提供三年的保固服務。

## 外部連結
- PowerColor台灣 （页面存档备份，存于）
- PowerColor台灣的Facebook專頁 （页面存档备份，存于）
- PowerColor Twitter （页面存档备份，存于）